# Xöömej

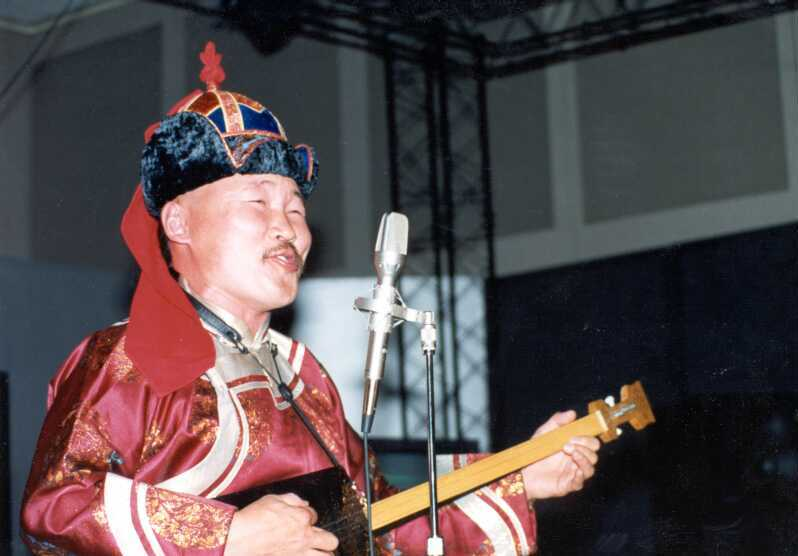
Kongar-ol Ondar, celebre cantante tradizionale di Tuva

Lo xöömej (in tuvano Хөөмей?; pronunciato [ˈhəə-mei]) o canto difonico tuvano è un tipo di canto utilizzato nella musica tradizionale di Tuva, una delle repubbliche della Russia (nella Siberia centro meridionale), nella Repubblica dell'Altaj e in Mongolia.
I maggiori esponenti di canto tuvano, attualmente, sono il gruppo Huun-Huur-Tu (хуун хуур ту), gli ensemble Chirgilchin (чиргилчин) ed Alash (Алаш), l'ensemble femminile Tyva Kyzy di Choduraa Tumat, e la Tuvan National Orchestra.

## Descrizione
Il termine xöömej è la denominazione con cui generalmente si indicano tutte le tecniche tuvane di canto armonico, ma indica anche un tipo specifico di canto, ottenuto tramite costrizione della laringe (korekteer) permettendo così una maggiore amplificazione degli armonici.
Le principali varianti dello xöömej sono il sygyt ed il kargyraa. Il sygyt è una tecnica che produce suoni simili a fischi, ottenuta poggiando la punta della lingua sul palato (in Europa è chiamata anche tecnica a due cavità). Chi sente questa tecnica vocale per la prima volta, ha l'impressione di udire uno strumento musicale, anziché una voce umana, poiché il volume degli armonici supera di gran lunga il volume della nota emessa con le corde vocali. Il kargyraa invece è una modalità di canto che utilizza la vibrazione delle false corde, le quali risuonano un'ottava esatta sotto alla nota prodotta dalle corde vocali. Esistono molte varianti a questi stili, due tra le più note sono Borbangnadyr ed Ezengileer.
Tutte queste tecniche, così come i testi delle canzoni, sono ispirate dai suoni della natura come l'acqua che scorre nei fiumi, il vento che soffia nella steppa, ed il trotto dei cavalli.
Le canzoni sono caratterizzate dall'alternarsi del canto dei testi con voce "normale" o con timbri gutturali, al canto con gli armonici eseguito con le tecniche di Xöömej. Ognuna di queste tecniche produce una melodia sopra ad un bordone costante. Il cantante sceglie quali armonici amplificare, generalmente dal 6º al 13º omettendo il 7º e l'11º, così facendo ottiene una scala pentatonica maggiore. Spesso la melodia cantata coincide con quella "suonata" con gli armonici vocali.

## Analogie con altri canti
Gli stili di Tuva hanno similitudini con molte altre culture. Le principali analogie si riscontrano in Sardegna dove, nel canto a tenore, due delle quattro voci che formano il coro utilizzano tecniche molto simili al kargyraa ed allo Xöömej,  (nello specifico, "bassu e contra"). In Tibet invece alcuni ordini di monaci buddhisti utilizzano una tecnica simile al kargyraa per intonare i loro mantra di preghiera, tuttavia si tratta di un modo completamente diverso di usare la voce, noto come tecnica "strohbass".

## Xöömejtuvano exöömejmongolo
Recenti ricerche confermano che la madre di tutte le tradizioni di Xöömej sia quella tuvana, mentre si afferma che le tradizioni limitrofe, in particolare quella mongola, abbiano preso spunto ed ispirazione da essa solo in tempi recenti, in particolare dopo il 1990, anno che vide la dissoluzione dell'unione sovietica. 
Tale tematica resta tuttora motivo di accesi dibattiti: i mongoli infatti, oltre ad usare le tecniche di Xoomej Tuvano, spesso chiamandolo impropriamente "xoomej mongolo", tendono a spacciare per proprie le canzoni del repertorio tuvano, cambiandone i testi. Essendo la Mongolia in netta maggioranza geografica, col suo agire ha creato un'enorme disinformazione a danno dei tuvani. 
Il governo tuvano sta lottando affinché il canto tuvano venga riconosciuto dall'UNESCO come patrimonio intangibile dell'umanità poiché ad oggi, invece, è riconosciuto solamente lo xöömej mongolo.

## Letteratura
- Where rivers and mountains sing - di Theodore Levin
- Tuva or Bust - di Richard Feynman
- Il documentario Genghis Blues
- Terra Incognita - Tuva Archiviato il 18 ottobre 2020 in Internet Archive.
- Stili e varianti del canto difonico Tuvano Khöömei